# Grădiștea (okręg Ilfov)
Grădiștea – wieś w Rumunii, w okręgu Ilfov, w gminie Grădiștea. W 2011 roku liczyła 2096 mieszkańców.